# Реакция Габера — Вейса
Реакция Габера-Вейса генерирует •OH (гидроксил-радикал) из H2O2 (пероксида водорода) и супероксида (•O2−). Реакция может возникать в клетке и вызывать окислительный стресс. Реакция проходит довольно медленно, однако катализируется ионами железа. Первая стадия каталитического цикла включает восстановление Fe3+:
Fe3+ + •O2− → Fe2+ + O2
Вторая стадия:
Fe2+ + H2O2 → Fe3+ + OH− + •OH
Общая реакция (Fe - катализатор):
•O2− + H2O2 → •OH + HO− + O2
Реакция названа в честь Фрица Габера и его студента Йозефа Вейса.

## История
В 1931 году немецкий химик, лауреат Нобелевской премии по химии Фриц Габер и его студент Йозеф Вайс) описали цепную реакцию, ставшую известной как цикл Габера-Вайсса:
- (1) HO• + H2O2 → H2O + O2•- + H+
- (2) O2•- + H+ + H2O2 → O2 + HO• + H2O

Однако в 1947 году Джордж показал, что реакция между супероксидом и перекисью водорода (2) несущественна по сравнению с быстрой реакцией дисмутации супероксида:
- (3) O2•- + H2O2 → OH− + HO• + O2

В 1949 году Вайс принял эти доводы, и реакция Габера—Вайса надолго была забыта. В 1970 году Бошамп и Фридович воскресили забытую реакцию для объяснения токсического эффекта супероксида. Однако в 1970-е годы несколько лабораторий показали, что константа скорости этой реакции — порядка 1 M-1с-1 или даже меньше, что подтвердило предыдущие выводы Джорджа. Реакция между супероксидом и перекисью водорода была вновь отброшена как незначительная, а токсичность супероксида объяснялась реакцией Фентона:
- (4) Fe2+ + H2O2 → Fe3+ + HO- + HO•

В 1994 году Кан и Кэша вновь вернулись к реакции Габера-Вайса с предположением о образовании синглетного кислорода. В настоящее время токсический эффект супероксида объясняется реакцией Фентона.